# Saint-Outrille
Saint-Outrille – miejscowość i gmina we Francji, w Regionie Centralnym, w departamencie Cher.
Według danych na rok 1990 gminę zamieszkiwało 259 osób, a gęstość zaludnienia wynosiła 21 osób/km² (wśród 1842 gmin Regionu Centralnego Saint-Outrille plasuje się na 882. miejscu pod względem liczby ludności, natomiast pod względem powierzchni na miejscu 1027.).